# Hans Joachim Beyer
Hans Joachim Beyer, auch Hans Beyer, Pseudonym Joachim Kühl (* 14. Juni 1908 in Geesthacht/Hamburg; † 25. August 1971 in Hamburg), war ein deutscher Historiker, Volkstumsforscher, Mitarbeiter des Reichssicherheitshauptamtes und SS-Hauptsturmführer. In den 1950er Jahren war er an der Pädagogischen Hochschule Flensburg für die akademische Ausbildung von Geschichtslehrern zuständig.

## Leben

### Schule, Studium, erste Berufszeit
Hans Joachim Beyer, Sohn eines Mittelschullehrers, wuchs in einer deutschnational-protestantisch geprägten Familie auf. Nach seinem Abitur 1926 an einer Hamburger Oberrealschule arbeitete er eineinhalb Jahre in einem Exportgeschäft. Danach studierte er Geschichte, Rechtswissenschaft und Anthropologie in Graz, Königsberg und Hamburg und promovierte 1931 im Fach Geschichte an der Universität Hamburg mit einer Arbeit über die Außenpolitik Eduards VII. Seit dem 1. August 1931 war er Chefredakteur der Täglichen Rundschau, die damals dem Christlich-Sozialen Volksdienst (CSVD) gehörte. Er erhielt diese Position unter der Auflage, „nichts gegen den CSVD zu publizieren und nach Möglichkeit Beiträge von Volksdienstabgeordneten zu veröffentlichen“. Beyer selbst war Mitglied der Konservativen Volkspartei. Nach der Übernahme der Zeitung durch den Tat-Kreis am 1. September 1932 gab er den Posten als Chefredakteur ab, blieb aber in der Redaktion. 1933 erhielt er eine Anstellung im Preußischen Kultusministerium als Referent für das neu einzurichtende Aufgabengebiet „Landjahr“ sowie als Sachbearbeiter für Büchereifragen.
Seinen zweiten Vornamen – Joachim – nahm Beyer erst 1934 an und legte ihn nach 1945 wieder ab. Zusätzlich benutzte er während der NS-Zeit entsprechend diesem zweiten Vornamen und dem Geburtsnamen seiner Mutter das Pseudonym Joachim bzw. Jochen Kühl.

### Zeit des Nationalsozialismus
Beyer trat im Juli 1933 in die SA und zum 1. Mai 1936 in die NSDAP ein. 1934 wurde er Dozent der Hochschule für Lehrerbildung in Danzig. Ein Jahr nach seiner Berufung beklagte er in seiner Schrift Aufbau und Entwicklung des ostdeutschen Volksraums die „Vermischung“ deutscher Siedler im Osten mit Slawen, so dass es perspektivisch darum gehe, Böhmen als traditionelles deutsches Siedlungsgebiet von seiner vorwiegend tschechischen Besiedlung zu befreien. Ab Mai 1936 arbeitete Beyer an der „Mittelstelle für auslandsdeutsche Volksforschung“, fungierte ab 1937 als Herausgeber der Zeitschrift Auslandsdeutsche Volksforschung und wurde im September 1939 hauptamtlicher Mitarbeiter im Sicherheitsdienst des Reichsführers SS. Im Reichssicherheitshauptamt arbeitete er unter der Leitung von Franz Alfred Six als Bibliotheksreferent im Bereich „Gegnerforschung“ und sammelte Material zur Schließung missliebiger, NS-kritischer Einrichtungen; so wurde zum Beispiel aufgrund von Beyers Materialsammlung das von Georg Schreiber geleitete Doppelinstitut für Auslands- und Volkskunde in Münster liquidiert. Unter Mithilfe von Franz Alfred Six habilitierte sich Beyer im Jahr 1939 in München. Oswald Kroh war an der Habilitierung Beyers durch sein befürwortendes Gutachten über die Habilitationsschrift „Umvolkungsvorgänge, vor allem in Ostmitteleuropa“ beteiligt. Die Schrift sei „Ausdruck einer begrüßenswerten volkspolitischen Verantwortung“ und ein „Beitrag zur Eroberung eines bedeutungsvollen Neulandes deutscher Forschung“. Karl-Heinz Roth hat 1997 die Habilitationsschrift Beyers als ein „ans Psychopathologische grenzendes Konstrukt eines verwissenschaftlichten Ressentiments“ charakterisiert.
Am 20. April 1940 wurde er zum SS-Untersturmführer und am 20. April 1941 zum SS-Obersturmführer befördert. Dass Beyer jeweils an „Führersgeburtstag“ befördert wurde, ist bemerkenswert. 1940 erklärte er in einem Gutachten, dass die Tschechen rassisch gesehen mehr deutsche Charakteristika hätten als die Sudetendeutschen. Beyer war Mitglied der Reichsschrifttumskammer.
Im April 1940 wurde Beyer Dozent für „Volksforschung mit besonderer Berücksichtigung Osteuropas“ an der neu gegründeten Auslandswissenschaftlichen Fakultät an der Friedrich-Wilhelms-Universität Berlin sowie Abteilungsleiter für Volks- und Landeskunde Ostmitteleuropas am zeitgleich gegründeten „Deutschen Auslandswissenschaftlichen Institut“. Letzteres war aus der Deutschen Hochschule für Politik gebildet worden und unterstand Franz Alfred Six, dem faktischen Leiter des Inlands-SD. Beyers Berufung war vom SD-Hauptamt gewünscht worden, dessen Mitarbeiter Beyer blieb. Intern versprach Beyer dem SD, wenn er einen Lehrstuhl erhalte, könne ein „Ansatzpunkt für volksdeutsche Wissenschaftsarbeit“ geschaffen werden, „von dem aus die ‚Volksdeutschen Forschungsgemeinschaften‘ zu sprengen“ seien und eine „Unterbauung des volksdeutschen politischen Einsatz[es] durch Wissenschaftsarbeit“ zu erreichen. Beyer hielt unter anderem Vorlesungen zu den Themen „Rasse, Volk, Raum“ und „Ostjudentum“ sowie Seminare zu den Themen „Die besetzten Ostgebiete“ und die „Geschichtliche Entwicklung der deutschen, englischen und französischen Ostideologie“. Zudem schrieb er für das von Franz Alfred Six herausgegebene „Jahrbuch der Weltpolitik“ Beiträge über die Entwicklung in der Slowakei, im Generalgouvernement und im Protektorat Böhmen und Mähren. In verschiedenen Veröffentlichungen forderte er die Ausschaltung der angeblich nur zur Täuschung angepassten Juden aus allen europäischen Völkern, eine Zulassung von Mischehen nur bei „artverwandten“ Völkern, die Rückgewinnung des „deutschen Leistungserbguts“ und die Hierarchisierung der osteuropäischen „Volksstämme“ nach deren „deutschem Einschlag“, wobei er die Polen hinter den Ukrainern und diese hinter den Tschechen einordnete. Beyer versuchte sich darin, den „Wert“ des „polnischen Volkstums“ zu bestimmen. Dieses sei sowohl in seiner „rassisch-charakterlichen Art“ als auch unter „anthropologisch-biologischer“ Perspektive minderwertig und seine Führungsschichten durch „staatspolitische Unfähigkeit“ charakterisiert. Bei der deutschen Osteuropaforschung insgesamt bestehe das Problem einer viel zu großen Fixierung auf die Perspektive Russlands, welche über Jahrhunderte das deutsche Geschichtsbild Osteuropas geprägt habe.
Im Juni 1941 wurde Beyer beurlaubt, um nach Beginn des Unternehmens Barbarossa im Juli 1941 „als volkstumspolitischer Berater“ mit der SS-Einsatzgruppe C in Lemberg einzumarschieren. Deren Einsatzkommando 4a ermordete viele polnische Intellektuelle, „deren Namen auf einer von Beyer zusammengestellten Fahndungsliste standen“. Bei Beginn seines Osteinsatzes war Beyer nicht nur Leiter der Abteilung Ostmitteleuropa des Deutschen Auslandswissenschaftlichen Instituts, sondern zudem Ukraine-Referent in der Gruppe III B des Reichssicherheitshauptamtes. Gegen Ende seines Einsatzes war Beyer beim Einsatzkommando 6 der SS-Einsatzgruppe C. Von diesem Einsatzkommando wurde im August die Stadt Korosten „sicherheitspolizeilich überholt“, im Raum Winniza über 100 angebliche Angehörige der „jüdischen Intelligenzschicht“ ermordet und Beyer berichtete in seinem Buch Das Schicksal der Polen, „im Stile eines Augenzeugen von einem Besuch Hitlers und Mussolinis am 28. August 1941 in Uman“, dem gleichen Ort, an dem wenige Wochen zuvor das Einsatzkommando 4b der Einsatzgruppe C weitere 100 Juden erschossen hatte.
Ende September 1941 erhielt Beyer einen Ruf an die Universität Posen auf den Lehrstuhl für „Volkslehre, einschließlich Grenz- und Auslanddeutschtum“. Zur gleichen Zeit wurde er Heydrichs Chefberater in Bevölkerungsfragen und am 1. April 1942 auf dessen Veranlassung Direktor des „Instituts für europäische Anthropologie und Volkspsychologie“, der späteren Reinhard-Heydrich-Stiftung zur bevölkerungspolitischen Erforschung Ost- und Südosteuropas. Ebenfalls 1942 avancierte er zum SS-Hauptsturmführer. Nach Heydrichs Tod erhielt Beyer 1943 an der Deutschen Karls-Universität Prag die Professur für „Volkslehre und Nationalitätenkunde Osteuropas“. Als Ergebnis dieser Tätigkeit wurde sein Hauptwerk Umvolkung noch in den letzten Kriegstagen in Brünn gedruckt.

### Nachkriegszeit
Nachdem Beyer „reibungslos entnazifiziert“ worden war, machte ihn die Evangelisch-Lutherische Landeskirche Schleswig-Holstein 1947 zu ihrem Pressesprecher. 1949/50 arbeitete Beyer als Chefredakteur der Husumer Nachrichten. In seinen gedruckten Kommentaren trat er klar für die demokratisch-parlamentarische Ordnung ein. 1951 wurde Beyer Professor für Geschichte und ihre Didaktik an der Pädagogischen Hochschule Flensburg, wo er bis zu seinem Ausscheiden aus dem universitären Betrieb 1961 den Lehrernachwuchs ausbildete. Dem Flensburger Historiker Gerhard Paul zufolge hatte sich vor allem der damalige Schulreferent der EKD und spätere Kultusminister Edo Osterloh für Beyers akademische Karriere eingesetzt. Obwohl schon ab 1953 Zeitungsberichte auf Beyers SS-Vergangenheit aufmerksam gemacht hatten, „nahm Kultusminister Osterloh ihn erst 1961 aus der Schusslinie der Kritik und stellte ihn mit vollen Bezügen ‚für Forschungsarbeiten frei‘.“
Beyer betätigte sich zusätzlich als Kirchenhistoriker, betrieb im Kontext des Landesarchivs Schleswig regionalgeschichtliche Studien und gehörte der „Südostdeutschen Historischen Kommission“, dem damaligen Münchener und heute in Regensburg befindlichen „Osteuropa- bzw. Südostinstitut“ sowie dem „Ostdeutschen Kulturrat“ unter dessen Vizepräsidenten Wilhelm Weizsäcker an.
Für den Verlag Moritz Diesterweg bearbeitete Beyer Mitte der 1950er Jahre Lehrwerke für den Geschichtsunterricht, die den Schülern Quellen zur europäischen Politik seit 1919 präsentierten. 1971 verstarb Hans Joachim Beyer im Alter von 63 Jahren in Hamburg.

## Schriften (Auswahl)

### Bis 1945
- Die Reisen König Eduard VII. und ihr politischer Ertrag, Dissertation, Füßlein Verlag Hamburg 1932.
- Deutschland ohne Protestantismus? : eine Kampfschrift, Korn Verlag Breslau 1933.
- Aufbau und Entwicklung des ostdeutschen Volksraums. Danziger Verlagsgesellschaft, Danzig 1935.
- Fragen der Umvolkung. Sonderdruck aus der Zeitschrift „Auslandsdeutsche Volksforschung“ Bd. 1, Heft 4 mit dem gleichnamigen Beitrag Beyers, Weitere Beiträge Oswald Kroh, A. O. Isbert, Maximilian Ittenbach, Enke Verlag Stuttgart 1937.
- mit Erwin Hölzle, Walther Peter Fuchs (Hrsg.): Das Werden unseres Volkes. Ein Bildersaal deutscher Geschichte. Union Deutsche Verlagsgesellschaft, Stuttgart 1938.
- Reich, Neutralität, Judentum und außendeutsche Volksgruppen – Bemerkungen zu dem Werke Christoph Stedings und einigen Schriften über das ostmitteleuropäische Judenproblem. Enke, Stuttgart 1939
- Umvolkungsvorgänge, vor allem in Ostmitteleuropa, Habilitationsschrift, 1939. Überarbeitete Fassung für den Druck:

Umvolkung. Studien zur Frage der Assimilation und Amalgamation in Ostmitteleuroa und Übersee. Rohrer, Brünn 1945 (= Hrsg. Reinhard-Heydrich-Stiftung, Prager Studien und Dokumente zur Geistes- und Gesinnungsgeschichte Ostmitteleuropas 2).
- Große Deutsche im Ausland. Eine volksdeutsche Geschichte in Lebensbildern. Zusammen mit Otto Lohr, u. a. 41 Abb. auf Tafeln, Union Deutsche Verlags Gesellschaft, Stuttgart 1939.
- Das Schicksal der Polen. Rasse – Volkscharakter – Stammesart. Teubner, Leipzig 1942
- Die deutsche Einheit des größeren Mitteleuropa und ihr Verfall im 19. Jahrhundert. Kluge & Ströhm, Posen 1943 (= Vorträge und Aufsätze an der Reichsuniversität Posen Heft 6).

### Nach dem Ende des Nationalsozialismus
- gemeinsam mit Fritz Seelig: 1919 bis 1955. Quellen zur europäischen Politik. Diesterweg, Frankfurt am Main 1955 (Wege der Völker. Ausgabe E, Heft 11: Europa im Wandel). Fritz Seelig, Hans Joachim Beyer (Bearb.): Zeitgeschichte. Teil 1. Quellen zur europäischen Politik seit 1919. Diesterweg, Frankfurt am Main 1958 (Geschichtliche Quellenhefte, Heft 11A).
- Die Mittelmächte und die Ukraine 1918. Isar, München 1956 (= Jahrbücher für Geschichte Osteuropas, Osteuropa-Institut, München, Beihefte, Heft 2).
- Die Landvolkbewegung Schleswig-Holsteins und Niedersachsens 1928–1932 (= Jahrbuch der Heimatgemeinschaft des Kreises Eckernförde. Jg. 15), Heimatgemeinschaft Eckernförde 1957. (Als Hans Beyer)
- Recht, Volk und Obrigkeit in der schleswig-holsteinischen Erhebung 1848/49. Nach Briefen an oder von Chr. Christiansen (Medelby), Gräfin Ida Hahn-Hahn, H. Hansen (Viöl), Claus Harms, L. Lorentzen (Adelby), Bischof Martensen (Kopenhagen) u. N. J. E. Nielsen (Schleswig). In Jahrbuch f.d. Schleswigsche Geest. Jg. 5. 1957, Heimatverein Schleswigsche Geest, Jardelund.
- Die Agrarkrise und die Landvolkbewegung in den Jahren 1928–1932. Ein Beitrag zur Geschichte „revolutionärer“ Bauernbewegungen zwischen den beiden Weltkriegen. Heimatverband für den Kreis Steinburg 1962. Abgedruckt in Archiv für Agrargeschichte der Elbmarschen, 5. Jahrgang, Redaktion Klaus-Joachim Lorenzen-Schmidt, Engelbrechtsche Wildnis 1983.
- Die britische Labourpartei und die Probleme des Sudeten- und Karpatenraumes: 1936–1939, Oldenbourg Verlag, München 1958
- Föderationspläne im Donauraum und in Ostmitteleuropa, Oldenbourg Verlag, München 1958
- Aufklärung und Revolution. Band 9 der von Fritz Valjavec hrsg. – begründet von Fritz Kern - : Historia mundi: ein Handbuch der Weltgeschichte in zehn Bänden; 9: Francke Verlag, Bern 1960. (ab Bd 5 nicht mehr Lehnen Verlag, sondern bei Francke)